# Mistrzostwa Świata Juniorów w Narciarstwie Klasycznym 2009
Mistrzostwa Świata Juniorów w Narciarstwie Klasycznym 2009 – zawody sportowe, które odbyły się w dniach 29 stycznia – 6 lutego 2009 r. Podczas mistrzostw zawodnicy rywalizowali w 20 konkurencjach, w trzech dyscyplinach klasycznych: skokach narciarskich i w kombinacji norweskiej, które odbyły się w słowackim Szczyrbskim Jeziorze oraz w biegach narciarskich, które rozegrano we francuskim kurorcie Praz de Lys – Sommand. W tabeli medalowej zwyciężyła reprezentacja Norwegii, której zawodnicy zdobyli też najwięcej medali (16, w tym 6 złotych, 4 srebrne i 6 brązowych).

## Program
29 stycznia
- Biegi narciarskie (U 23) – 10 kilometrów (K), 15 kilometrów (M)

31 stycznia
- Biegi narciarskie (U 23) – 15 kilometrów łączony (K), 30 kilometrów łączony (M)

1 lutego
- Biegi narciarskie (U 23) – sprint (M/K)
- Biegi narciarskie – sprint (M/K)

3 lutego
- Biegi narciarskie – 10 kilometrów łączony (K), 20 kilometrów łączony (M)

5 lutego
- Biegi narciarskie – 5 kilometrów (K), 10 kilometrów (M)
- Kombinacja norweska – skocznia normalna, 5 kilometrów indywidualnie (M)
- Skoki narciarskie – skocznia normalna indywidualnie (M)

6 lutego
- Biegi narciarskie – sztafeta 4x3,3 kilometrów (K), 4x5 kilometrów (M)
- Skoki narciarskie – skocznia normalna indywidualnie (K)
- Skoki narciarskie – skocznia normalna drużynowo (M)

7 lutego
- Kombinacja norweska – skocznia normalna, 5 kilometrów drużynowo (M)

8 lutego
- Kombinacja norweska – skocznia normalna, 10 kilometrów indywidualnie (M)

## Medaliści

### Biegi narciarskie – juniorzy
Mężczyźni
| Konkurencja                    | Data          | Złoto                                                                    | Srebro                                                            | Brąz                                                                                       |
| ------------------------------ | ------------- | ------------------------------------------------------------------------ | ----------------------------------------------------------------- | ------------------------------------------------------------------------------------------ |
| Sprint techniką klasyczną      | 1 lutego 2009 | Aleksandr Panżynski                                                      | Timo André Bakken                                                 | Kohhei Shimizu                                                                             |
| Bieg łączony na 20 km          | 3 lutego 2009 | Piotr Siedow                                                             | Raul Szakirzianow                                                 | Hans Christer Holund                                                                       |
| Bieg na 10 km techniką dowolną | 5 lutego 2009 | Piotr Siedow                                                             | Andriej Kalsin                                                    | Pawieł Wikulin                                                                             |
| Bieg sztafetowy 4x5 km         | 6 lutego 2009 | Rosja Raul Szakirzianow · Piotr Siedow · Pawieł Wikulin · Andriej Kalsin | Niemcy Thomas Wick · Hannes Dotzler · Thomas Bing · Tim Tscharnke | Norwegia Øyvind Ytterhus Utengen · Hans Christer Holund · Finn Hågen Krogh · Tomas Northug |

Kobiety
| Konkurencja                   | Data          | Złoto                                                                                              | Srebro                                                       | Brąz                                                              |
| ----------------------------- | ------------- | -------------------------------------------------------------------------------------------------- | ------------------------------------------------------------ | ----------------------------------------------------------------- |
| Sprint techniką klasyczną     | 1 lutego 2009 | Ingvild Flugstad Østberg                                                                           | Hanna Brodin                                                 | Maiken Caspersen Falla                                            |
| Bieg łączony na 10 km         | 3 lutego 2009 | Ingvild Flugstad Østberg                                                                           | Krista Lähteenmäki                                           | Hanna Brodin                                                      |
| Bieg na 5 km techniką dowolną | 5 lutego 2009 | Ingvild Flugstad Østberg                                                                           | Lisa Larsen                                                  | Hilde Lauvhaug                                                    |
| Bieg sztafetowy 4x3,3 km      | 6 lutego 2009 | Norwegia Maiken Caspersen Falla · Marthe Kristoffersen · Hilde Lauvhaug · Ingvild Flugstad Østberg | Szwecja Hanna Brodin · Emma Wikén · Lisa Larsen · Hanna Falk | Niemcy Karolin Wilhelm · Lucia Joas · Monique Siegel · Hanna Kolb |

### Biegi narciarskie – U 23
Mężczyźni
| Konkurencja                    | Data             | Złoto                | Srebro                   | Brąz                     |
| ------------------------------ | ---------------- | -------------------- | ------------------------ | ------------------------ |
| Bieg na 15 km techniką dowolną | 29 stycznia 2009 | Maurice Manificat    | Aleksiej Połtoranin      | Aleksandr Biessmiertnych |
| Bieg łączony na 30 km          | 31 stycznia 2009 | Siergiej Czeriepanow | Aleksandr Biessmiertnych | Aleksiej Slepow          |
| Sprint techniką klasyczną      | 1 lutego 2009    | Aleš Razým           | Andriej Feller           | Daniel Heun              |

Kobiety
| Konkurencja                    | Data             | Złoto              | Srebro                     | Brąz            |
| ------------------------------ | ---------------- | ------------------ | -------------------------- | --------------- |
| Bieg na 10 km techniką dowolną | 29 stycznia 2009 | Sylwia Jaśkowiec   | Betty Ann Bjerkreim Nilsen | Laura Orgué     |
| Bieg łączony na 15 km          | 31 stycznia 2009 | Sylwia Jaśkowiec   | Astrid Øyre Slind          | Marte Elden     |
| Sprint techniką klasyczną      | 1 lutego 2009    | Karianne Bjellånes | Mari Laukkanen             | Kerttu Niskanen |

### Skoki narciarskie
Mężczyźni
| Konkurencja                       | Data          | Złoto                                                                               | Srebro                                                            | Brąz                                                                 |
| --------------------------------- | ------------- | ----------------------------------------------------------------------------------- | ----------------------------------------------------------------- | -------------------------------------------------------------------- |
| Skocznia normalna – indywidualnie | 5 lutego 2009 | Lukas Müller                                                                        | Maciej Kot                                                        | Ville Larinto                                                        |
| Skocznia normalna – drużynowo     | 6 lutego 2009 | Austria Michael Hayböck · Florian Schabereiter · Lukas Müller · Thomas Thurnbichler | Niemcy Felix Schoft · Tobias Bogner · Danny Queck · Pascal Bodmer | Polska Maciej Kot · Jakub Kot · Grzegorz Miętus · Andrzej Zapotoczny |

Kobiety
| Konkurencja                       | Data          | Złoto             | Srebro      | Brąz          |
| --------------------------------- | ------------- | ----------------- | ----------- | ------------- |
| Skocznia normalna – indywidualnie | 6 lutego 2009 | Magdalena Schnurr | Anna Häfele | Coline Mattel |

### Kombinacja norweska
Mężczyźni
| Konkurencja                                      | Data          | Złoto                                                                                            | Srebro                                                                     | Brąz                                                                    |
| ------------------------------------------------ | ------------- | ------------------------------------------------------------------------------------------------ | -------------------------------------------------------------------------- | ----------------------------------------------------------------------- |
| Skocznia normalna, bieg na 5 km – indywidualnie  | 5 lutego 2009 | Alessandro Pittin                                                                                | Gudmund Storlien                                                           | Fabian Rießle                                                           |
| Skocznia normalna, bieg na 10 km – indywidualnie | 8 lutego 2009 | Alessandro Pittin                                                                                | Johannes Rydzek                                                            | Ole Christian Wendel                                                    |
| Skocznia normalna, bieg na 4x5 km – drużynowo    | 7 lutego 2009 | Norwegia Thorbjørn Brandt · Ole Christian Wendel · Gudmund Storlien · Truls Sønstehagen Johansen | Francja Geoffrey Lafarge · Wilfried Cailleau · Samuel Guy · Nicolas Martin | Niemcy Fabian Rießle · Michael Dünkel · Wolfgang Bösl · Johannes Rydzek |

## Tabela medalowa
| Klasyfikacja medalowa | Klasyfikacja medalowa | Klasyfikacja medalowa | Klasyfikacja medalowa | Klasyfikacja medalowa | Klasyfikacja medalowa |
| Lp.                   | Państwo               | złoto                 | srebro                | brąz                  | złoto · srebro · brąz |
| --------------------- | --------------------- | --------------------- | --------------------- | --------------------- | --------------------- |
| 1.                    | Norwegia              | 6                     | 4                     | 6                     | 16                    |
| 2.                    | Rosja                 | 4                     | 4                     | 3                     | 11                    |
| 3.                    | Polska                | 2                     | 1                     | 1                     | 4                     |
| 4.                    | Austria               | 2                     | 0                     | 0                     | 2                     |
| 5.                    | Włochy                | 2                     | 0                     | 0                     | 7                     |
| 6.                    | Niemcy                | 1                     | 4                     | 4                     | 9                     |
| 7.                    | Francja               | 1                     | 1                     | 1                     | 3                     |
| 8.                    | Kazachstan            | 1                     | 1                     | 0                     | 2                     |
| 9.                    | Czechy                | 1                     | 0                     | 0                     | 1                     |
| 10.                   | Szwecja               | 0                     | 3                     | 1                     | 4                     |
| 11.                   | Finlandia             | 0                     | 2                     | 2                     | 4                     |
| 12.                   | Hiszpania             | 0                     | 0                     | 1                     | 1                     |
| 12.                   | Japonia               | 0                     | 0                     | 1                     | 1                     |